# Park Kwang-il
Đây là một tên người Triều Tiên, họ là Park.
Park Kwang-il (sinh ngày 10 tháng 2 năm 1991) là một cầu thủ bóng đá Hàn Quốc (cũng phát âm là Park Kwang-il) thi đấu ở vị trí tiền vệ.

## Thống kê câu lạc bộ
Cập nhật đến ngày 28 tháng 7 năm 2017.
| Thành tích câu lạc bộ | Thành tích câu lạc bộ | Thành tích câu lạc bộ | Giải vô địch | Giải vô địch | Cúp                   | Cúp                   | Tổng cộng | Tổng cộng |
| Mùa giải              | Câu lạc bộ            | Giải vô địch          | Số trận      | Bàn thắng    | Số trận               | Bàn thắng             | Số trận   | Bàn thắng |
| Quốc gia              | Quốc gia              | Quốc gia              | Giải vô địch | Giải vô địch | Cúp Hoàng đế Nhật Bản | Cúp Hoàng đế Nhật Bản | Tổng cộng | Tổng cộng |
| --------------------- | --------------------- | --------------------- | ------------ | ------------ | --------------------- | --------------------- | --------- | --------- |
| 2013                  | Matsumoto Yamaga      | J2 League             | 17           | 1            | 0                     | 0                     | 17        | 1         |
| 2014                  | Matsumoto Yamaga      | J2 League             | 1            | 0            | 0                     | 0                     | 1         | 0         |
| 2014                  | FC Pune City          | ISL                   | 8            | 0            | –                     | –                     | 8         | 0         |
| 2015                  | Mito HollyHock        | J2 League             | 2            | 0            | 1                     | 0                     | 3         | 0         |
| 2016                  | Ehime                 | J2 League             | 12           | 0            | 0                     | 0                     | 12        | 0         |
| 2017                  | PKNS                  | Liga Super            | 5            | 0            | 0                     | 0                     | 5         | 0         |
| Tổng cộng sự nghiệp   | Tổng cộng sự nghiệp   | Tổng cộng sự nghiệp   | 45           | 1            | 1                     | 0                     | 46        | 1         |